# Kolgölen
Kolgölen är en sjö i Vetlanda kommun i Småland och ingår i Emåns huvudavrinningsområde. Sjön är 3,9 meter djup, har en yta på 0,022 kvadratkilometer och är belägen 206 meter över havet.